# Pequenas Jorasses

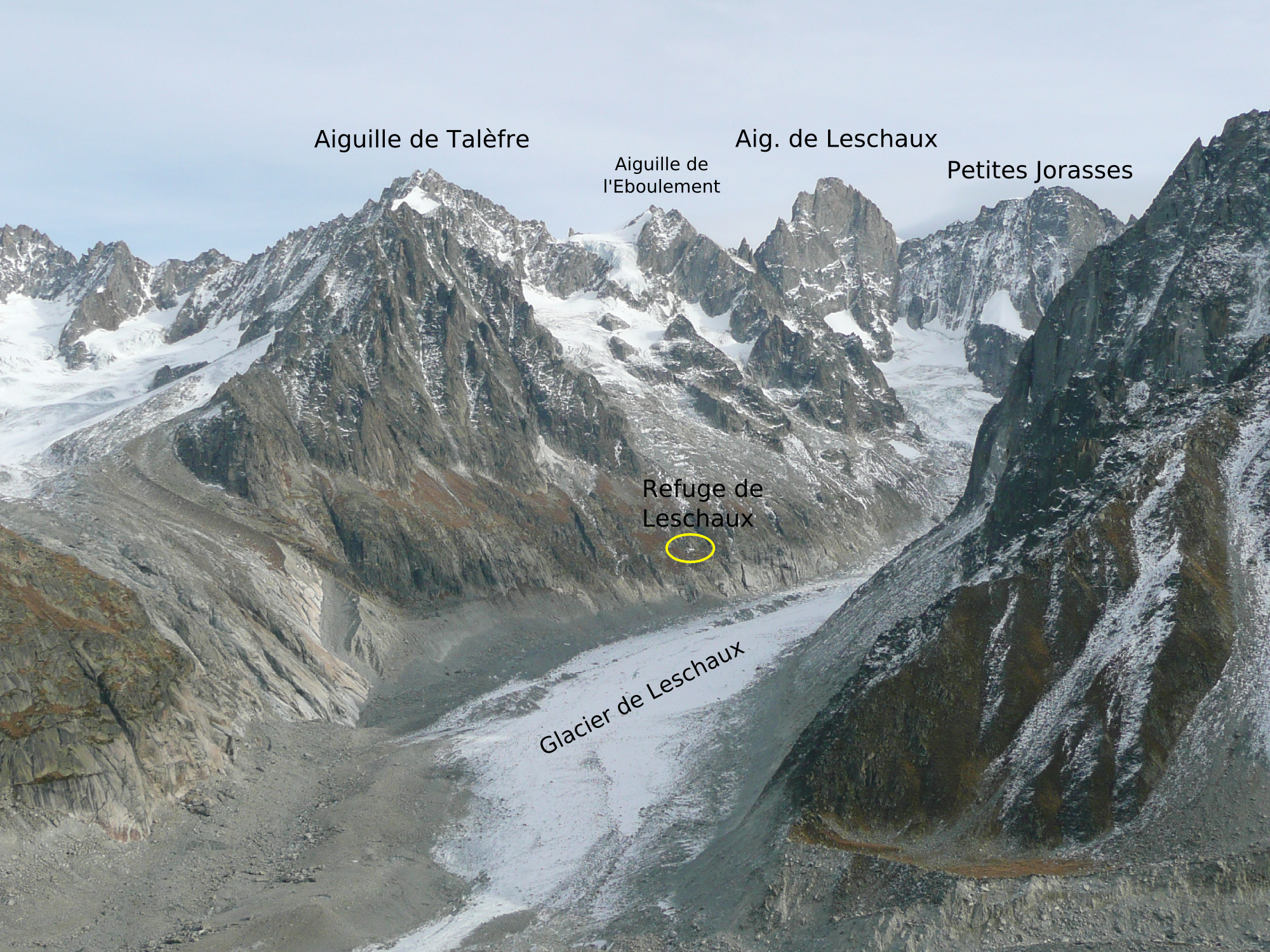
Pequenas Jorasses e localização do Refúgio Leschaux

As Pequenas Jorasses - Petites Jorasses em francês - é uma montanha do  Maciço do Monte Branco que se encontram na linha de separação entre o  Vale de Aosta  da  Itália, e  Ródano-Alpes da  França, e fazem parte do chamado Grupo de Leschaux.
As Pequenas Joragges, pela aresta Sul e pela face W, são citadas nos no 39 e 85 dos 100 mais belas corridas de montanha.

## Situação
A montanha encontra-se ao longo da cresta que reúne as Grandes Jorasses com a Agulha de Leschaux. Do lado italiano tem-se o Glaciar de Frebouze e do lado francês o Glaciar de Leschaux.
A via normal de saída percorre a cresta Nordeste partindo do Colo das Pequenas Jorasses. Do lado francês usa-se o Refúgio de Leschaux, e do lado italiano só há o Bivaque Gervasutti.	

## Características
- Altitude min/máx; 2.900 m / 3.650 m
- Desnível; + 1.000 m
- Orientação principal; W
- Cotação global; ED-
- Cotação livre; 6c > 6a+

## Cronologia
Tempos de uma expedição a partir do Refúgio de Leschaux que se encontra 2.431 m no início do glaciar.
- Partida do refúgio : 4h15
- Ataque : 6h45
- Cume : 15h45
- De volta ao glaciar : 18h30
- De volta ao refúgio : 20h

## Imagens exteriores
- «C2C: Com denominação dos cumes e localização do Refúgio Lescghauz» (em francês) - Jul. 2012